# Lovska družina Kropa
Lovska družina Kropa (LD Kropa) je dobila ime po največjem kraju v okolici, poznanem po nekdanjem pridobivanju in predelavi železa. 

## Lovišče
LD Kropa upravlja z loviščem, ki sega od reke Save proti jugu preko Lipniške doline in se vzpne na planoto Jelovico in sega do v preteklosti pomembnega gozdarskega centra Martinček. Na JV meji na lovišče LD Jošt, na zahodu pa z LD Jelovica. Na S meja poteka po reki Savi, na J pa skozi gozdove Jelovice. Lovišče meri dobrih 3400 ha, od tega je na Jelovški planoti okoli 900 ha, kjer je nadmorska višina od 1100 do 1300 m, nižinski del z nadmorsko višino 400 do 650 m pa meri okoli 2000 ha. Ostale površine so strma pobočja Jelovice. V nižinskem delu se prepletajo kmetijske površine z gozdovi, dovolj je studencev, delež predelov, kjer je le malo vznemirjanja po človeku, je precejšen. Zato na tem območju živi raznolika divjad. Povsod je prisotna srnjad, na območju med potokom Lipnico in Jelovico so mufloni, v strminah in ob robu Jelovice so gamsi in povsod je prehodna jelenjad. Od zveri so pogoste lisice, jazbeci, kune, precej pogosto se pojavlja ris, vsako leto prehaja skozi lovišče medved in zadnja leta sledimo tudi volka. Tako kot v drugih naših loviščih pa je v nazadovanju številčnost velikega petelina, gozdnega jereba in poljskega zajca. 
Danes ima društvo 39 članov, vsi so domačini. Vsako leto vsak član povprečno naredi do 30 ur prostovoljnega dela, in sicer košnja sena ali čiščenje opuščenih lazov, odpravljanje škode po divjih prašičih, zimsko krmljenje, polnjenje solnic, popravilo ali izdelava solnic, krmišč in visokih prež. Društvo ima v lasti lovski dom v Podnartu in dve manjši lovski koči na Jelovici. Lovske koče so imele v preteklosti večji pomen, danes so vsevprek speljane gozdne ceste in lovci se tako zvečer po lovu odpeljejo običajno kar domov. Predsednik oz. starešina je Anton Bešter, gospodar LD Kropa je Andrej Varl.